# Zhang Wei (escriptor)
Zhang Wei (en xinès tradicional: 張煒; en xinès simplificat: 张炜; en pinyin: Zhāng Wěi) (Longkou, Shandong 7 novembre 1956 -), escriptor xinès. Premi Mao Dun de Literatura de l'any 2011 per la seva obra en deu volums, 你在高原 (On the Plateau). El desembre de 2016, va ser elegit vicepresident de l'Associació Xinesa d'Escriptors.

## Biografia
Zhang Wei va néixer el novembre del 1955 a Qixia, comtat de Huang, (actualment Longkou), província de Shandong al nord-est de la Xina.
Impulsat per la seva família, va començar a escriure de ben jove, publicant un llarg poema el 1972, als 17 anys. Però, per evitar ser atrapat en les dificultats polítiques dels seus pares, abandonà la seva llar amb una vida errant, tot fins al final de la Revolució Cultural.
El 1979, quan les universitats van obrir les portes, va ser admès al departament xinès de la Universitat Normal de Yantai per a un curs d'escriptura creativa.

### Carrera literària
Zhang va augmentar la fama els anys 80, després de la publicació de diverses novel·les amb temàtica sobre les reformes que es feien al camp. Els seus escrits en aquest període acostumen a ser crítics amb el desconeixement dels camperols i l'obediència a l'autoritat, que fan de la modernització un procés difícil en les comunitats rurals.
El 1987 va publicar 古船 -Gu Chuan- traduïda al castellà com El viejo Barco. La novel·la narra la història de tres generacions de famílies durant els convulsos anys que van seguir la Revolució Cultural propugnada per Mao Zedong el 1949. La novel·la abasta les quatre dècades següents a la creació de la República Popular de la Xina i mostra de forma minuciosa la inestabilitat social, la lluita dels oprimits per controlar el seu destí i el xoc entre tradició i modernitat. Al llarg del relat, els habitants de Wali s'enfronten als moments que van definir la història de la Xina durant la segona meitat de segle XX: els programes de col·lectivització agrària, la fam del període 1959-1961, el Gran Salt Endavant i la Revolució Cultural.
Zhang Wei és poc conegut fora de la Xina, perquè es tradueix molt poc. Tanmateix, en una enquesta de l'any 2000 a 100 crítics literaris xinesos, es trobava entre els "deu escriptors xinesos més importants de la dècada del 1990". El mateix estudi també va classificar la seva novel·la "九月寓言 (September's Fable)" entre les "deu obres literàries xineses més importants de la dècada del 1990".

### Obres destacades
- 1987: 古船 Gu Chuan (The Ancient Ship) Hi ha una traducció de l'anglès al castellà.[4]
- 1992: 九月寓言 (September's Fable)
- 2010: 你在高原 (On the Plateau)

### Premis
- 1992: Premi de Literatura Zhuang Zhongwen
- 1994: Premi de Literatura Popular de la Xina
- 2007: Premi del Comitè Assessor d'Àsia i el Pacífic del president dels Estats Units
- 2011: Premi Mao Dun de Literatura